# Santuario de las Apariciones
El Santuario de las Apariciones se encuentra en la ciudad española de Pontevedra. Según Lucía dos Santos, en este lugar se le apareció el Niño Jesús y la Virgen que, con el corazón rodeado de espinas, le reveló la devoción de los cinco primeros sábados.
Es el tercer destino de peregrinación mariana más visitado del mundo, con más de 12 millones de visitas registradas hasta 2022.

## Ubicación
El santuario está situado en la calle Sor Lucía, 3, en el centro histórico de Pontevedra.

## Historia
En el lugar donde se encuentra el santuario había un edificio de principios de la Edad Media, del que se conservan vestigios de cantería y una puerta tapiada con relieves decorativos.
El edificio se construyó a mediados del siglo XVI. En el siglo XIX fue palacio de la familia Arias Teijeiro (Antonio y José, padre e hijo), este último político carlista y ministro universal.
En 1918, el marqués de Riestra, José Riestra López, lo alquiló a las Hermanas de Santa Dorotea, que abrieron allí un colegio.
En 1925 Lucía dos Santos, una de los tres videntes de Fátima, se hizo monja dorotea en Galicia. Encontrándose en su habitación en este edificio de Pontevedra el 10 de diciembre de 1925 sor Lucía tuvo una visión del niño Jesús y de la Virgen María con su corazón rodeado de espinas. La segunda aparición del Niño Jesús tuvo lugar el 15 de febrero de 1926 en el jardín del convento.
En 1927 sor Lucía escribió que la Virgen, en aquella aparición, le había especificado en qué consistía la comunión de los primeros sábados, con las siguientes palabras:

Mira, hija mía, mi corazón cercado de espinas que los hombres ingratos me clavan continuamente con blasfemias e ingratitudes, tú, al menos, procura consolarme y di que: Todos aquellos que durante cinco meses seguidos, en el primer sábado, se confiesen y reciban la santa comunión, recen el santo rosario y me hagan 15 minutos de compañía meditando en los misterios del rosario, con el fin de desagraviarme, yo prometo asistirlos en la hora de la muerte con todas las gracias necesarias para su salvación.

La susodicha sagrada comunión de los primeros sábados consiste en confesarse, comulgar cada primer sábado de mes durante cinco meses (para reparar cinco tipos de blasfemias), rezar el rosario y meditar en sus misterios.
El edificio funcionó como residencia y colegio hasta 1957 en que las hermanas Doroteas se trasladaron a su ubicación actual en la calle Alfonso XIII.
El Papa Juan Pablo II le concedió el estatuto de santuario en 2000, con ocasión del 75.º aniversario de las apariciones.
El edificio fue renovado en 2022, con la remodelación de la segunda planta y un nuevo tejado.
En abril de 2025 el Vaticano concedió al Santuario de las Apariciones de Pontevedra un Año Jubilar con motivo del centenario de la aparición de la Virgen a Sor Lucía. La celebración comenzará el 10 de diciembre de 2025 y se extenderá hasta 2026, atrayendo miles de peregrinos. Se organizarán actividades pastorales, socioculturales y una red de voluntarios para la acogida. El jubileo destacará el mensaje de la Virgen sobre la comunión reparadora de los primeros sábados.

## Descripción
El edificio religioso, también conocido como la Casa de las Apariciones, tiene tres plantas. La fachada es de piedra y de estilo sencillo. La planta baja presenta un zócalo de piedra y arcos de medio punto sostenidos por medias columnas toscanas del siglo XV que enmarcan la puerta y las ventanas. En la fachada, a la altura del primer piso se encuentra un escudo de piedra con las armas de los linajes Pereira de Castro, Camba, Sotomayor y Ozores.
En el interior, hay una capilla principal (en la planta baja) y una pequeña capilla en el segundo piso donde el Niño Jesús y la Virgen María se aparecieron a Lucía dos Santos, la vidente de Fátima. También hay una puerta murada coronada por un arco con ménsulas del siglo XVI. En el primer piso están las habitaciones del albergue del convento, que cuenta con 60 camas en diferentes habitaciones de hasta cuatro camas, y que la Conferencia Episcopal va a convertir en albergue de peregrinos. En la segunda planta se encuentra la celda donde, según la creencia cristiana, la Virgen María se apareció a Sor Lucía el 10 de diciembre de 1925. Sobre la única viga que se salvó durante las obras de rehabilitación de 2022 (de la que se dice que atravesaron la Virgen y el Niño Jesús al aparecerse a Sor Lucía) cuelga una escultura de Cristo del artista madrileño Salvador Fernández-Oliva.
El edificio cuenta también con un jardín interior donde el Niño Jesús se apareció a Sor Lucía el 15 de febrero de 1926. El antiguo claustro medieval, de finales del siglo XV, presentaba arcos de medio punto sostenidos por columnas toscanas.
El santuario es conocido como la "Fátima española".

## Galería

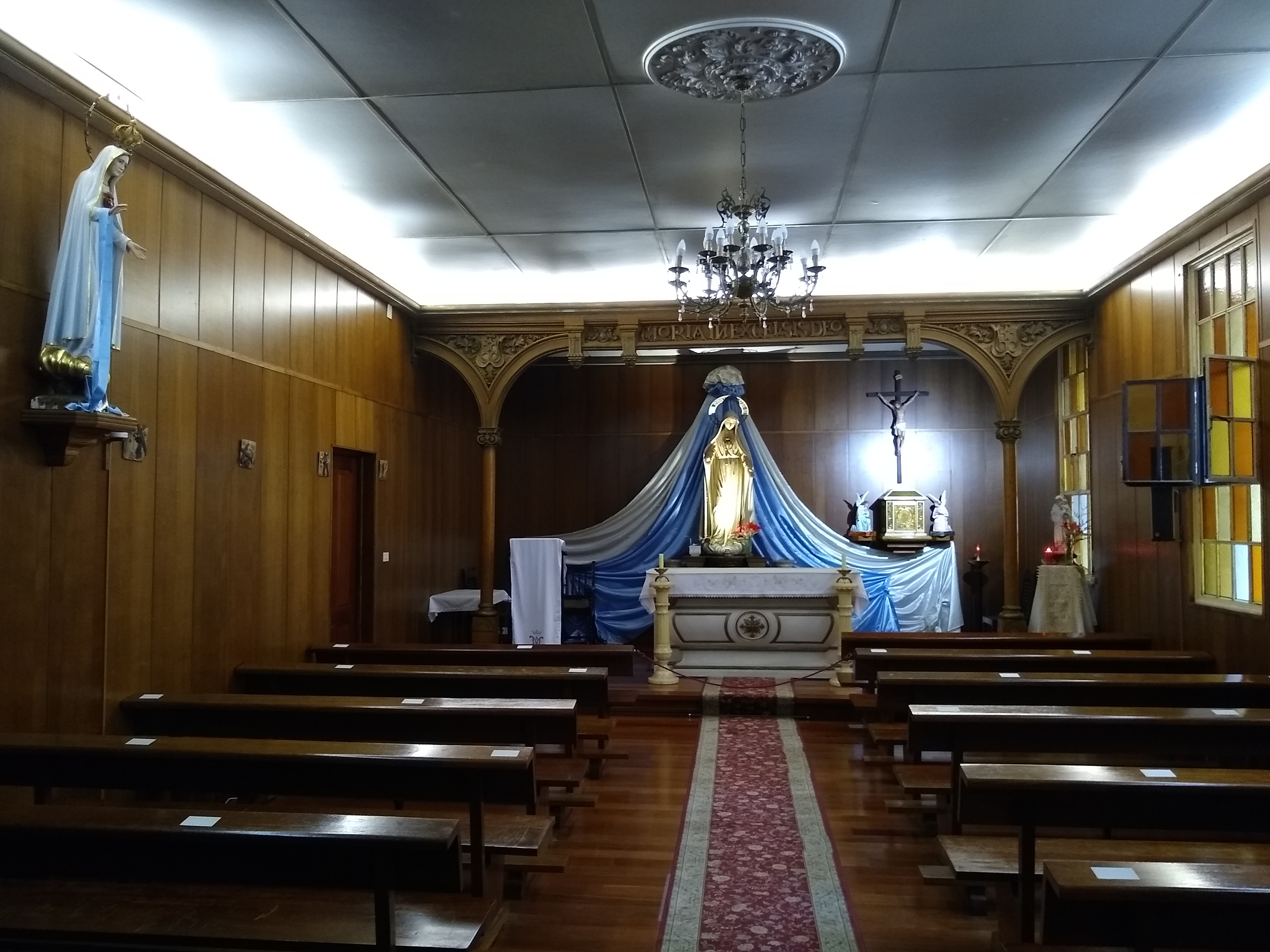
Capilla principal
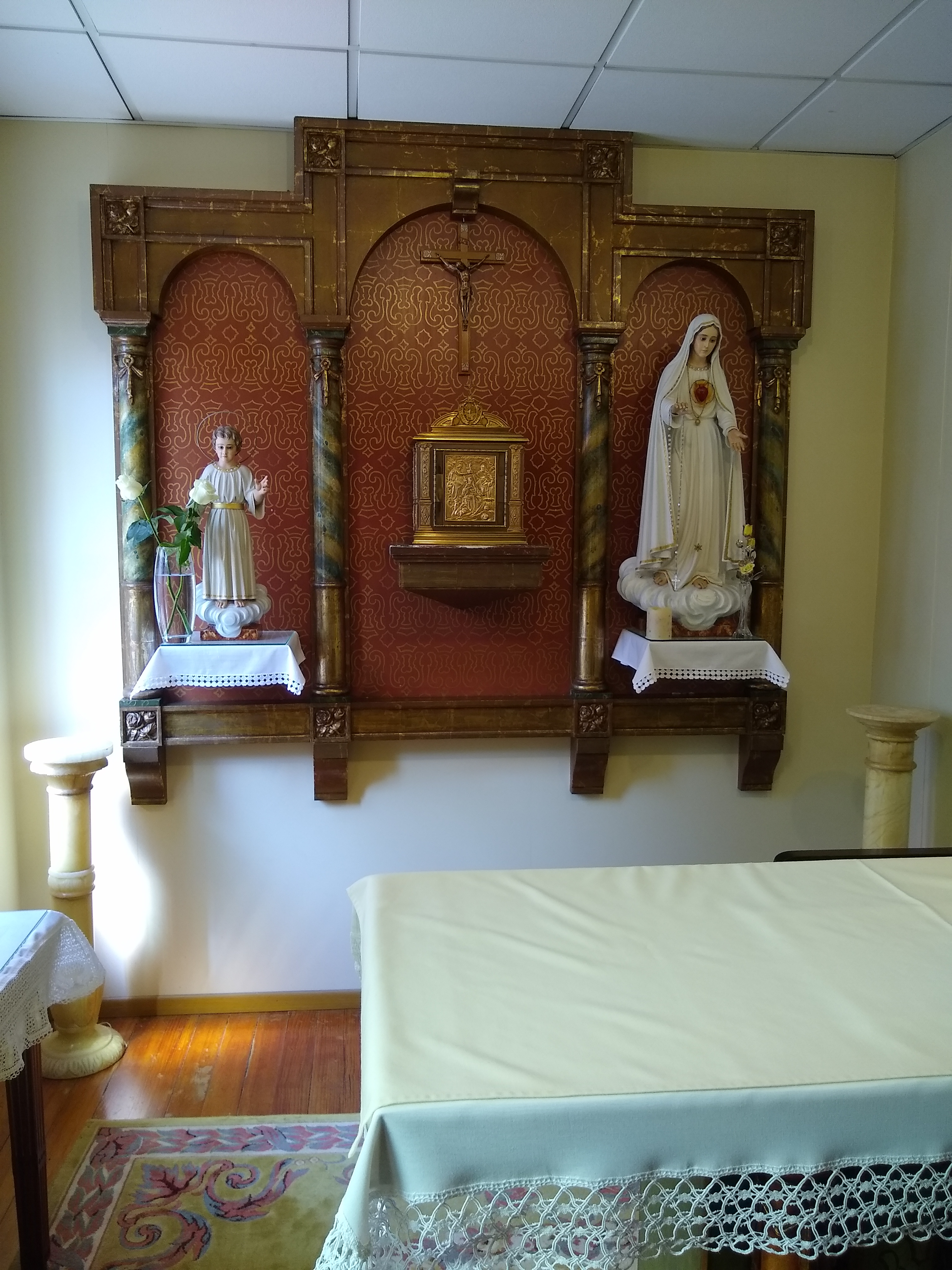
Capilla donde estaba la habitación de Sor Lucía
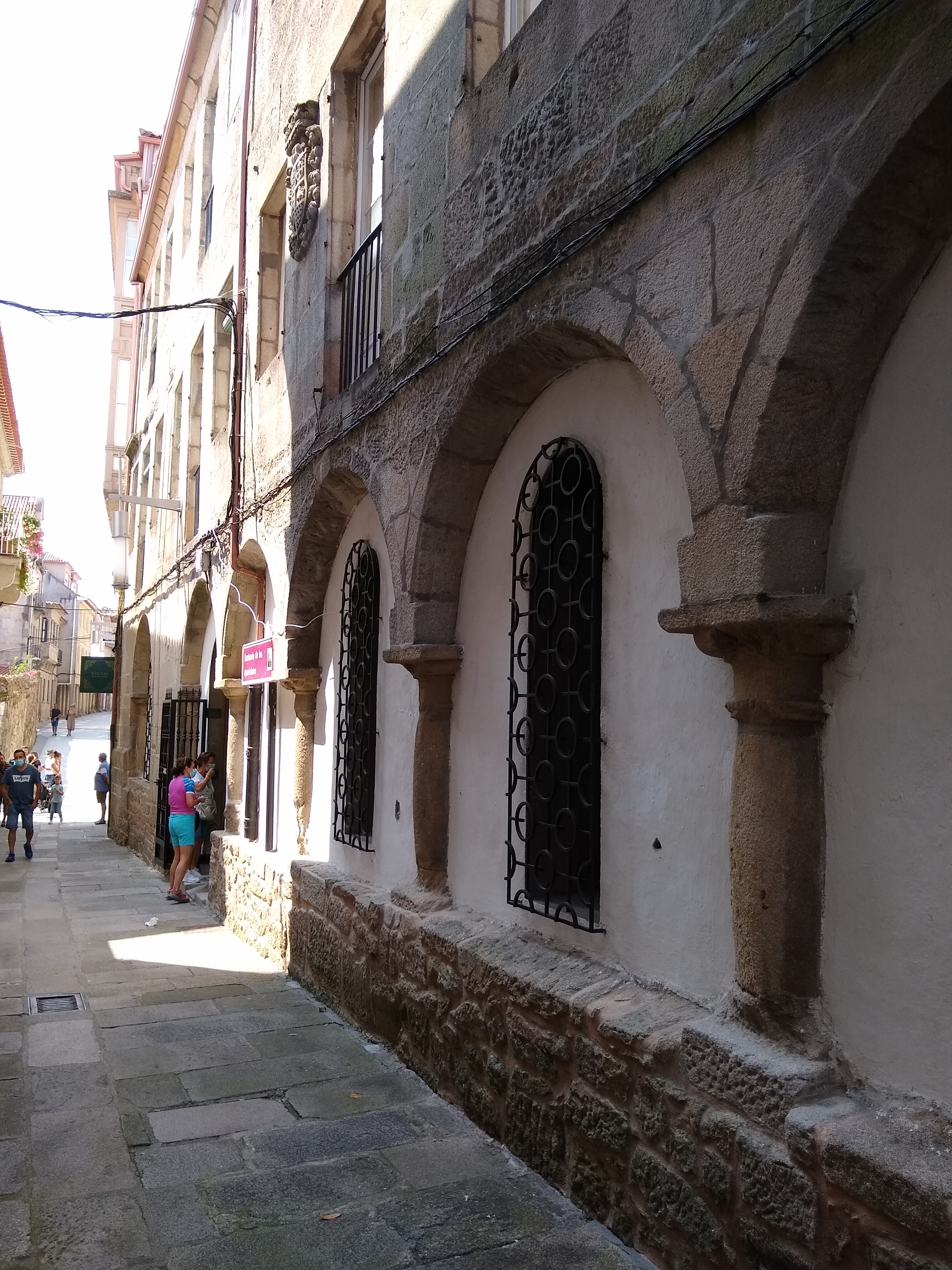
Fachada en 2021, calle Sor Lucía
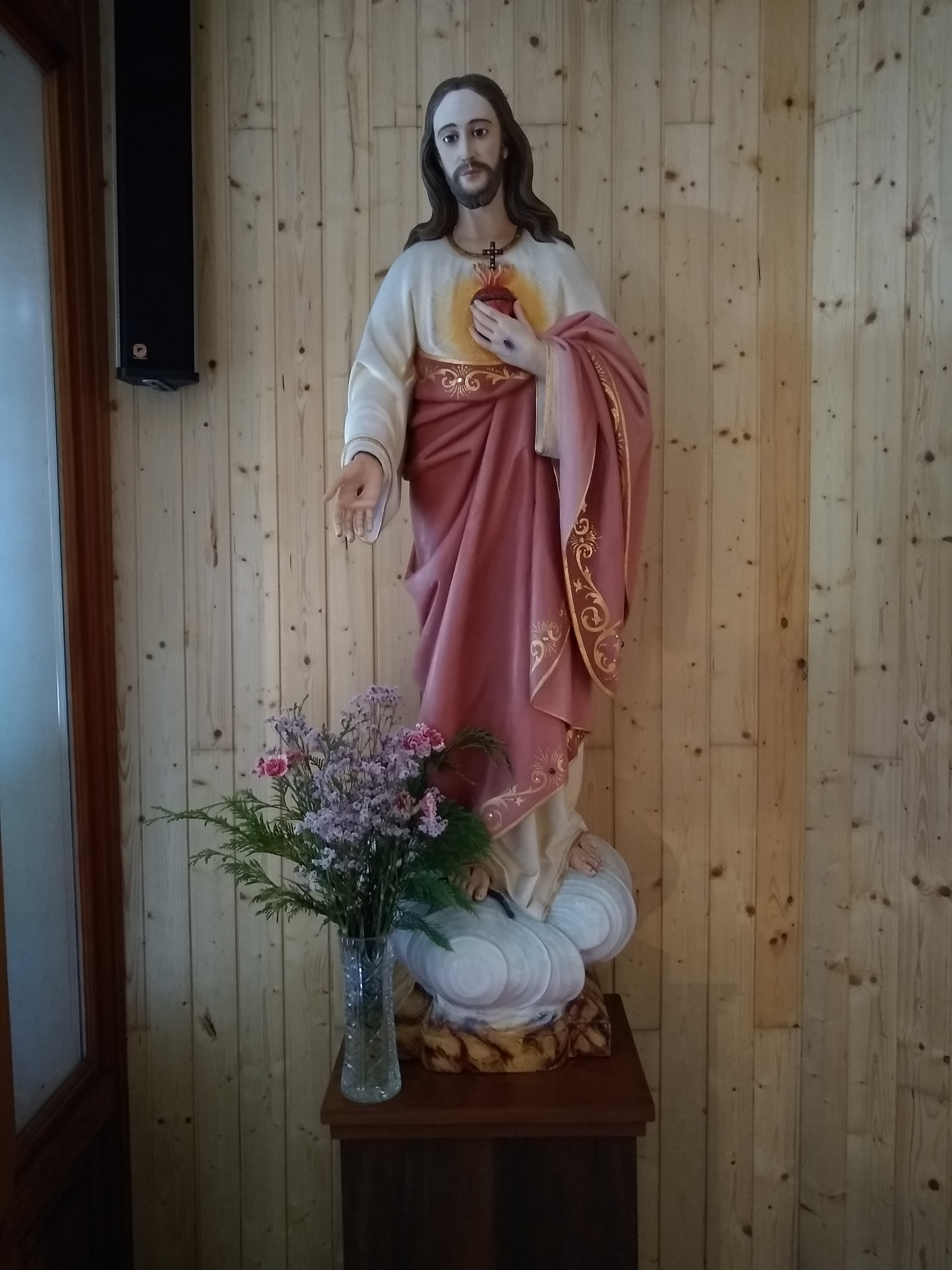
Sagrado Corazón de Jesús
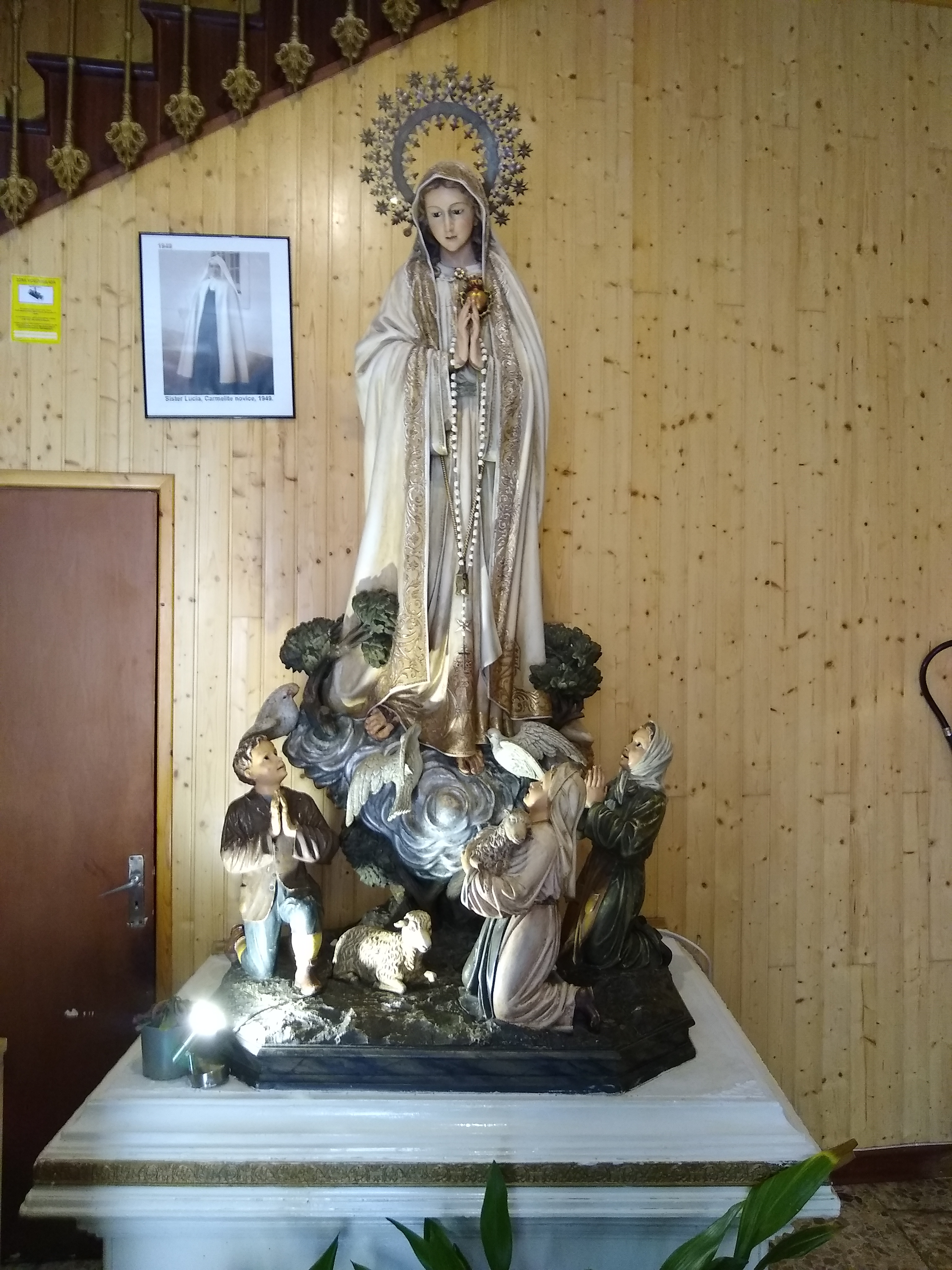
Virgen de Fátima
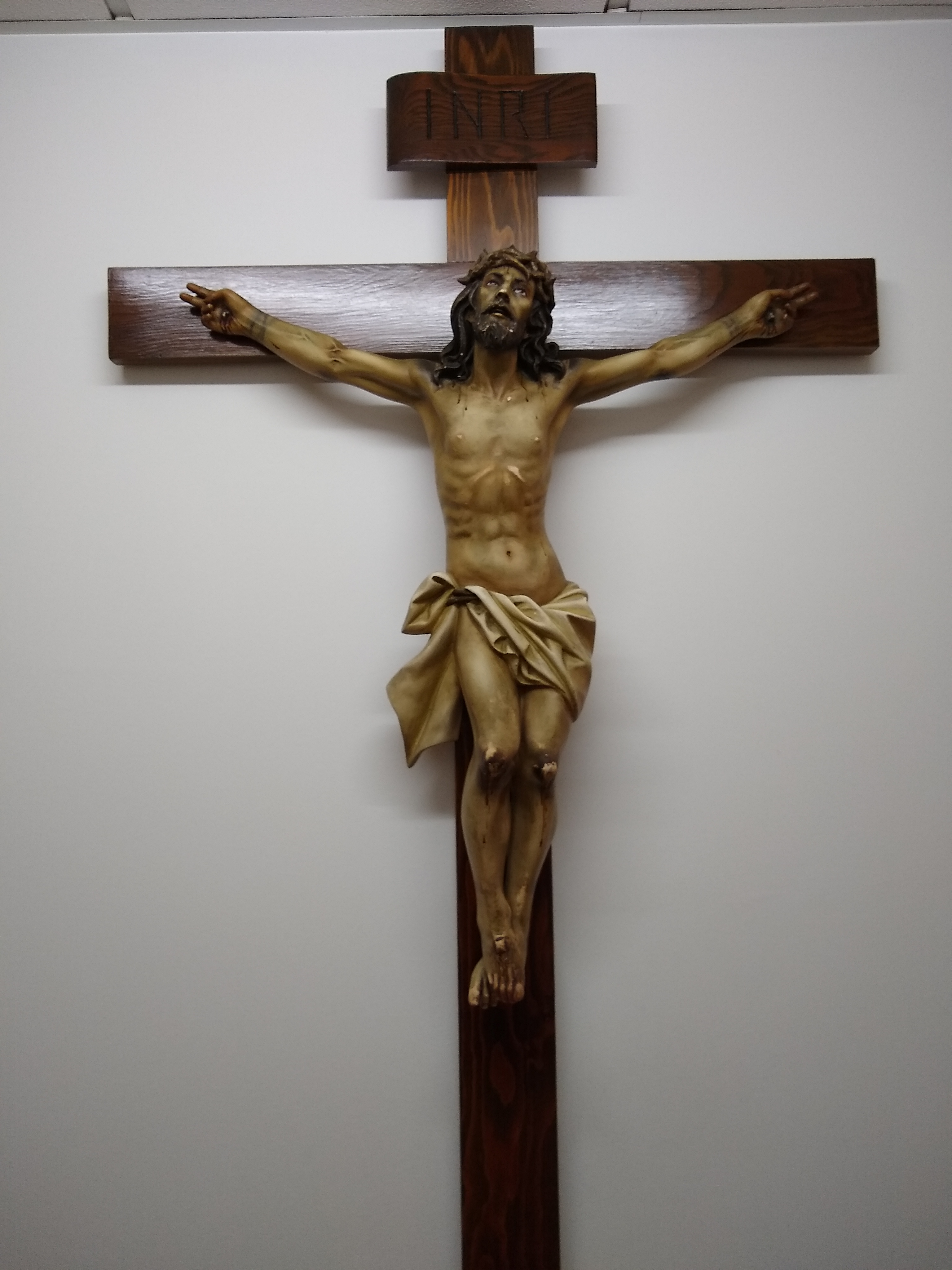
Crucifixión de Jesús